# جیکوب بنکرافت
جیکوب بنکرافت (انگلیسی: Jacob Bancroft؛ زادهٔ ۹ آوریل ۲۰۰۱) بازیکن فوتبال اهل بریتانیا است.
از باشگاه‌هایی که در آن بازی کرده‌است می‌توان به باشگاه فوتبال سوئیندون تاون اشاره کرد.